# Hurricanes
Die Hurricanes (früher Wellington Hurricanes genannt) sind eine Rugby-Union-Mannschaft aus der neuseeländischen Hauptstadt Wellington. Die Mannschaft spielt in der internationalen Super 14-Liga. Sie repräsentiert die Regionalverbände East Coast RFU, Poverty Bay RFU, Hawke’s Bay RU, Horowhenua-Kapiti RFU, Manawatu RU, Taranaki RFU, Wairarapa Bush RFU, Wanganui RFU und Wellington RFU. Das Einzugsgebiet der Franchise umfasst somit den südlichen Teil der Nordinsel.
Heimspiele werden im Westpac Stadium ausgetragen (bis 1998 im Athletic Park). Die Mannschaftsfarben sind Gelb und Schwarz. Das Maskottchen heißt Captain Hurricane. Gelegentlich werden Heimspiele auch in anderen Städten ausgetragen, meistens in New Plymouth im Yarrow Stadium.
Die erfolgreichste Saison war 2016, als die Hurricanes erstmals die Meisterschaft gewinnen konnten.

## Spieler und Trainer

### Aktueller Kader
Der Kader für die Saison 2020:

### All Blacks
Folgende Spieler wurden für die All Blacks berufen.
| - Mark Allen - Beauden Barrett - Jordie Barrett - Dane Coles - Jerry Collins - Aaron Cruden - Christian Cullen - Jason Eaton - Tamati Ellison - Bryn Evans - Vaea Fifita - Ben Franks - Hosea Gear | - Norm Hewitt - Andrew Hore - Alama Ieremia - Cory Jane - Ngani Laumape - Jonah Lomu - Nehe Milner-Skudder - Ma’a Nonu - Jason O’Halloran - TJ Perenara - Jon Preston - Ardie Savea - Julian Savea | - John Schwalger - Gordon Slater - Conrad Smith - Rodney So’oailo - Paul Steinmetz - Jeremy Thrush - Neemia Tialata - Filo Tiatia - Jeff To’omaga-Allen - Tana Umaga - Kupu Vanisi - Victor Vito - Piri Weepu |

### Nationalspieler
Folgende Spieler wurden für andere Nationalmannschaften berufen.
| - Inoke Afeaki - Sireli Bobo - Bill Cavubati - Riki Flutey - Jayden Hayward - Jack Lam - Nili Latu - Kane Le’aupepe - Rey Lee-Lo | - Alapati Leiua - Apisai Naikatini - Hadleigh Parkes - Anthony Perenise - Tusi Pisi - Toby Smith - Ofisa Tonu’u - Thomas Waldrom - Kevin Yates |

### Ehemalige Chef-Trainer
- Frank Oliver (1996–1999)
- Graham Mourie (2000–2002)
- Colin Cooper (2003–2010)
- Mark Hammett (2011–2014)
- Chris Boyd (2015–2018)

## Platzierungen

### Super 12
| Jahr | Spiele | Siege | Unent. | Ndlg. | Spiel- punkte | Diff. | Bonus- punkte | Tabellen- punkte | Platz | Playoffs                            |
| ---- | ------ | ----- | ------ | ----- | ------------- | ----- | ------------- | ---------------- | ----- | ----------------------------------- |
| 1996 | 11     | 3     | 0      | 8     | 290:353       | −63   | 5             | 17               | 9.    |                                     |
| 1997 | 11     | 6     | 0      | 5     | 416:314       | +102  | 10            | 34               | 3.    | Halbfinalniederlage gegen Brumbies  |
| 1998 | 11     | 5     | 0      | 6     | 313:342       | −29   | 6             | 26               | 8.    |                                     |
| 1999 | 11     | 4     | 1      | 6     | 213:226       | −13   | 4             | 22               | 10.   |                                     |
| 2000 | 11     | 6     | 0      | 5     | 308:329       | −21   | 5             | 29               | 8.    |                                     |
| 2001 | 11     | 5     | 0      | 6     | 291:316       | −25   | 5             | 25               | 9.    |                                     |
| 2002 | 11     | 5     | 0      | 6     | 232:317       | −85   | 3             | 23               | 9.    |                                     |
| 2003 | 11     | 7     | 0      | 4     | 324:284       | +40   | 7             | 35               | 3.    | Halbfinalniederlage gegen Crusaders |
| 2004 | 11     | 4     | 1      | 6     | 275:303       | −28   | 5             | 23               | 11.   |                                     |
| 2005 | 11     | 8     | 0      | 3     | 283:248       | +35   | 2             | 34               | 4.    | Halbfinalniederlage gegen Crusaders |

### Super 14
| Jahr | Spiele | Siege | Unent. | Ndlg. | Spiel- punkte | Diff. | Bonus- punkte | Tabellen- punkte | Platz | Playoffs                            |
| ---- | ------ | ----- | ------ | ----- | ------------- | ----- | ------------- | ---------------- | ----- | ----------------------------------- |
| 2006 | 13     | 10    | 0      | 3     | 328:226       | +102  | 7             | 47               | 2.    | Finalniederlage gegen Crusaders     |
| 2007 | 13     | 6     | 0      | 7     | 247:300       | −53   | 3             | 27               | 8.    |                                     |
| 2008 | 13     | 8     | 1      | 4     | 310:204       | +106  | 7             | 41               | 4.    | Halbfinalniederlage gegen Crusaders |
| 2009 | 13     | 9     | 0      | 4     | 380:279       | +101  | 8             | 44               | 3.    | Halbfinalniederlage gegen Chiefs    |
| 2010 | 13     | 7     | 1      | 5     | 358:323       | +35   | 7             | 37               | 8.    |                                     |

### Super Rugby
| Jahr | Spiele | Siege | Unent. | Ndlg. | Spiel- punkte | Diff. | Bonus- punkte | Tabellen- punkte | Platz | Playoffs                                |
| ---- | ------ | ----- | ------ | ----- | ------------- | ----- | ------------- | ---------------- | ----- | --------------------------------------- |
| 2011 | 16     | 5     | 2      | 9     | 328:398       | −70   | 10            | 42               | 9.    |                                         |
| 2012 | 16     | 10    | 0      | 6     | 489:429       | +60   | 9             | 57               | 8.    |                                         |
| 2013 | 16     | 6     | 0      | 10    | 386:457       | −71   | 7             | 41               | 11.   |                                         |
| 2014 | 16     | 8     | 0      | 8     | 439:374       | +65   | 9             | 41               | 7.    |                                         |
| 2015 | 16     | 14    | 0      | 2     | 458:288       | +170  | 10            | 66               | 1.    | Finalniederlage gegen die Highlanders   |
| 2016 | 15     | 11    | 0      | 4     | 458:314       | +144  | 9             | 53               | 1.    | Meister                                 |
| 2017 | 15     | 12    | 0      | 3     | 596:272       | +324  | 10            | 58               | 5.    | Halbfinalniederlage gegen die Lions     |
| 2018 | 16     | 11    | 0      | 5     | 474:343       | +131  | 7             | 51               | 4.    | Halbfinalniederlage gegen die Crusaders |
| 2019 | 16     | 12    | 1      | 3     | 449:362       | +87   | 3             | 53               | 4.    | Halbfinalniederlage gegen die Crusaders |